# لاک‌پشت‌لجنیان
لاک‌پشت‌لجنیان خانواده‌ای از لاک‌پشت‌های آب شیرین و بومی آفریقای جنوبی و شرقی است.